# Richard Alba
Richard D. Alba (* 22. Dezember 1942 in New York City; † 4. Juni 2025) war ein US-amerikanischer Soziologe und Hochschullehrer.

## Werdegang
Alba wuchs im New Yorker Stadtteil Bronx auf. Er erlangte einen B.A. der Columbia University in Germanistik und wurde ebenfalls dort 1974 in Soziologie promoviert. Er lehrte nahezu dreißig Jahre an der New York State University Albany. 2008 wurde Alba zum Distinguished Professor des Graduate Center der City University of New York ernannt. Darüber hinaus war er Vize-Präsident der American Sociological Association und Präsident Sociological Research Association. 2017 wurde er in die American Academy of Arts and Sciences, 2020 in die National Academy of Sciences gewählt.

## Werk
Alba befasste sich mit Race, Ethnizität und Religion im Kontext von Immigration. Insbesondere betrachtet er Aspekte der Assimilation und Teilhabe in Gesellschaften Nordamerikas und Westeuropas (v. a. Deutschland und Frankreich). Alba führte die Theorie der non-zero-sum-mobility in den Integrationsdiskurs ein. Diese besagt, dass der soziale Aufstieg von Migranten nicht zwangsläufig ein Nullsummenspiel („zero-sum“) mit dem sozialen Abstieg der bis dahin privilegierten Mehrheitsgruppe darstellt, sondern in Summe die gesamte Gesellschaft von sozialen Aufstiegen profitiert. Des Weiteren analysierte Alba in Strangers No More (2015), dass Fragen der Religion in Westeuropa eine größere Rolle in Integrationsdiskursen spielen, während Fragen von Race und Ethnicity in Nordamerika von größerer Bedeutung sind.
Sein Buch Remarking the American Mainstream (Co-Autor Victor Nee) von 2003 wurde mehrfach ausgezeichnet und gehörte zu den am häufigsten zitierten soziologischen Publikationen.

## Publikationen (Auswahl)
- Ethnic Identity: The Transformation of White America. Yale University Press, 1990, ISBN 0300052219.
- Remarking the American Mainstream: Assimilation and Contemporary Immigration (mit Victor Nee), Harvard University Press, 2003, ISBN 9780674020115.
- Blurring the Color Line: The New Chance for a More Integrated America, Harvard University Press, 2012, ISBN 9780674064706.
- Strangers No More: Immigration and the Challenges of Integration in North America and Western Europe (mit Nancy Foner), Princeton University Press, 2015, ISBN 9780691161075.
- The Great Demographic Illusion: Majority, Minority, and the Expanding American Mainstream, Princeton University Press, 2020 ISBN 9780691201634.